# Gao Xiumin
Gao Xiumin (kinesiska: 高秀敏; pinyin: Gāo Xiùmǐn), född den 21 augusti 1963, är en kinesisk handbollsspelare.
Hon tog OS-brons i damernas turnering i samband med de olympiska handbollstävlingarna 1984 i Los Angeles.